# 1912 en aéronautique
Chronologie de l'aéronautique
- 1908
- 1909
- 1910
- 1911
- 1912
- 1913
- 1914
- 1915
- 1916

Cet article présente les faits marquants de l'année 1912 en aéronautique.

## Évènements
- Création de l’Inspection de l’aéronautique militaire française avec le général Roques comme premier chef.
- Premiers essais de pilote automatique par Elmer Sperry.

### Janvier
- 10 janvier : le lieutenant Charles Rumney Samson (en) est le premier pilote britannique à décoller depuis un navire : il quitte à bord d'un Short S.27 (en) une plate-forme aménagée sur le cuirassé HMS Africa.
- 13 janvier : à Pau, le Français Jules Védrines bat le record de vitesse pure en avion : 145,177 km/h sur un monoplan « Derperdussin » à moteur Gnome de 100 chevaux et à bougies Oléo, supplantant le record de Nieuport : 133,136 km/h[1].
- 26 janvier : À Douzy, l'aviateur Bathiat devient détenteur de tous les records du monde de vitesse jusqu’à 120 kilomètres, en mettant 41 minutes et 29 secondes pour parcourir 120 kilomètres avec un monoplan Sommer à moteur de 70 chevaux de puissance. Molla pour sa part signe un record de durée, volant durant 66 minutes avec cinq passagers, soit 431 kilogrammes de poids enlevé (hors lubrifiant et carburant) avec un biplan de 70 chevaux[2].
- 29 janvier : l'Américain Blatchke bat le record d'altitude en avion : 4 260 m.

### Février
- 22 février : le Français Jules Védrines bat le record de vitesse pure en avion : 161,290 km/h sur un « Derperdussin ».
- 29 février : le Français Jules Védrines bat le record de vitesse pure en avion : 162,454 km/h sur un « Deperdussin ».

### Mars
- 1er mars : premier saut en parachute à partir d'un aéroplane de l'histoire, ce dernier a été réalisé par le capitaine américain Albert Berry dans le Missouri, à partir d'un biplan Benoist, piloté par Anthony Jannus, qui se trouvait à une altitude de 460 mètres[3].
- 1er mars : le Français Jules Védrines bat le record de vitesse pure en avion : 166,821 km/h sur un « Deperdussin ».
- 2 mars : le Français Jules Védrines bat le record de vitesse pure en avion : 167,910 km/h sur un « Deperdussin ».
- 3 mars : premier vol de l'Avro E.
- 24 mars : le Suisse François Durafour effectue le premier vol en avion en Uruguay sur un « Deperdussin ».

### Avril
- 13 avril : 
  - Création en Grande-Bretagne du « Royal Flying Corps », ancêtre de la Royal Air Force (1er avril 1918);
  - Vol Paris-Londres avec passagers de Maurice Prévost.
- 16 avril : l'Américaine Harriet Quimby devient la première femme pilote à traverser la Manche, sur Blériot XI monoplace à moteur de 50 ch.
- 27 avril : Le Français Maurice Tabuteau devient le premier détenteur de la Coupe Deutsch de la Meurthe en parcourant les 200 km du circuit en 1 heure, 47 minutes et 48 secondes.

### Mai
- 1er mai :
  - Le Parisien Emmanuel Helen reprend la coupe Deutsch de la Meurthe à Tabuteau, en portant la vitesse moyenne sur le circuit imposé Saint-Germain – Melun – Meaux – Senlis – Saint-Germain à 126 km/h, pilotant alors un monoplan Nieuport à moteur de 70 chevaux de puissance[4].
  - Premier vol de l'Avro F.
- 3 mai : premier vol de l'Avro 500.
- 13 mai : un monoplan Flanders s'écrase (en) s'écrase à Brooklands, dans le Surrey. Le pilote et le passager sont tués. Une enquête est menée par le Royal Aero Club, qui émet le premier rapport d'accident jamais diffusé dans l'histoire de l'aviation[5].
- 30 mai : décès de Wilbur Wright (Brevet de pilote no 15).

### Juin
- 8 juin : 
  - le Britannique Sopwitch remporte l'« Aerial Derby » sur un « Blériot XI »;
  - décès d'Albert Kimmerling lors d'un vol sur prototype monoplan biplace Sommer.
- 10 juin : ce 10 juin 1912 marque la fin du circuit d’aviation entre l’Allemagne et l’Autriche qui a débuté le 9 juin 1912 et qui a vu s'affronter une dizaine d'aviateurs. Seul  l’aviateur Hirth franchira la ligne d'arrivée ayant couvert tout le parcours de 600 km environ, allant ainsi de Berlin à Vienne en sept heures et vingt minutes[6].
- 19 juin : la Central Flying School ouvre ses portes à Upavon. Elle est chargée de former les pilotes et les spécialistes de l'aviation militaire britannique, qu'ils proviennent de l'Army ou de la Navy.
- 25 juin : décès d'Hubert Latham lors d'une chasse en Afrique (Brevet de pilote no 9).
- 28 juin : le dirigeable « Schwaben » de la société allemande de navigation aérienne est détruit, à la suite d'une exposition, cet accident faisant une quarantaine de blessés dont sept graves[7].

### Juillet
- 1er mai : Harriet Quimby périt éjectée de son Blériot XI-2 en plein vol, lors d'un meeting à Boston.
- 5 juillet : Frank Barra prend son envol pour effectuer un raid entre les Alpes-Maritimes et les Bouches-du-Rhône, volant ainsi de Golfe-Juan à Marseille, soit un parcours de quelque 225 km réalisé en deux heures et quinze minutes avec un appareil baptisé « Triad – Paulhan – Curtiss », faisant une escale de ravitaillement à Hyères[8].

- 13 juillet : le Français Jules Védrines bat le record de vitesse pure en avion : 170,777 km/h sur un « Deperdussin ».

### Août
- 7 août : 
  - Interdiction de l’atterrissage d’appareil à Paris.
  - Premier vol de l'Avro G
- 29 août : réaliser la plus longue distance en volant en ligne droite, entre le lever et le coucher du soleil, c'est en ça que consiste la Coupe Pommery qui en ce 29 août 1912 va faire l'objet d'une double tentative par les Français Maurice Guillaux et Brindejonc des Moulinais, qui sera malheureusement un échec, des ennuis au niveau de leur moteur ruinant leur rêve de remporter le trophée[9]...

### Septembre
- 6 septembre : le Français Roland Garros bat le record d'altitude en avion : 4 900 m sur un « Blériot ».
- 9 septembre : le Français Jules Védrines remporte la « coupe Gordon Bennett » disputée à Chicago. Avec le nouveau monocoque de « Deperdussin », il atteint une vitesse record de 174,1 km/h ; nouveau record.
- 11 septembre : le Français Fourny bat le record de distance en avion : 1 010,9 km. C'est la première fois que la barrière des 1 000 km est (officiellement) atteinte. Au cours de ce vol, Fourny améliore également le record de temps de vol : 13 heures, 17 minutes et 57 secondes.
- 17 septembre : le Français Georges Legagneux bat le record d'altitude avion : 5 450 m sur un « Morane-Saulnier ».
- 26 septembre : décès de Charles Voisin, victime d'un accident automobile.
- 29 septembre : Premier vol au-dessus du Venezuela à Caracas.

### Octobre
- 26 octobre : salon de l’aéronautique à Paris.

### Novembre
- 18 novembre : le Belge F. Lescarts effectue le premier vol en avion en Afrique centrale (Élizabethville, aujourd'hui Lubumbashi, Congo belge)
- 21 novembre : C'est sous les yeux de sa femme que le pilote français André Frey va trouver la mort, se crashant avec son aéroplane monoplan, sur la route qui devait le conduire à l’aérodrome de Bétheny. Ce dernier était en formation pour devenir sapeur réserviste[10].

### Décembre
- 11 décembre : le Français Roland Garros bat le record d'altitude avion à Tunis : 5 610 m sur un « Morane-Saulnier ».
- 12 décembre : à Issy-les-Moulineaux, le « siège éjectable » du baron d'Odkolek est expérimenté. Un mannequin est éjecté d'un aéroplane en vol grâce à un petit canon.
- 18 décembre : le Français Roland Garros vole 285 km au-dessus de la mer (Méditerranée) entre Tunis (Tunisie) et Trapani (Sicile) ; nouveau record du genre.
- 21 décembre : le Français Roland Garros bat le record de distance en avion au-dessus de la mer : 415 km entre Trapani (Sicile) et Santa Eufenia (Italie).
- 22 décembre : le Français Roland Garros bat le record de distance en avion au-dessus de la mer : 500 km entre Naples et Rome (Italie).
- 31 décembre : la Coupe Michelin n'est pas attribuée en 1912.

## Galerie d'images

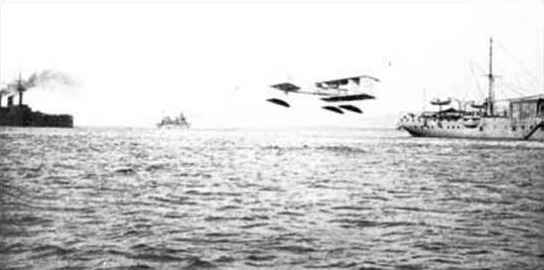
Juin : expérimentation de l'hydravion Canard Voisin à partir de bateau « La Foudre » de la Marine française
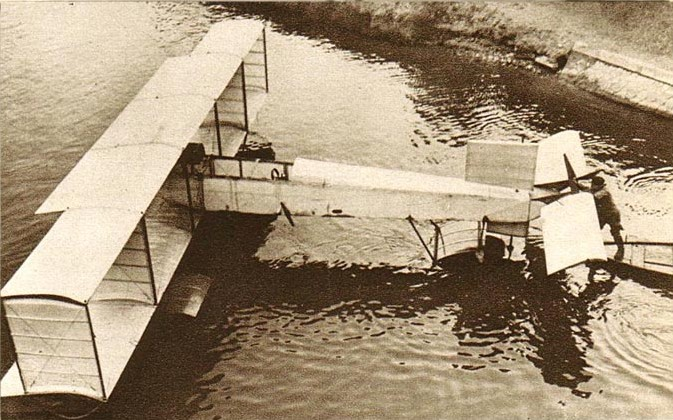
l'hydravion Canard Voisin
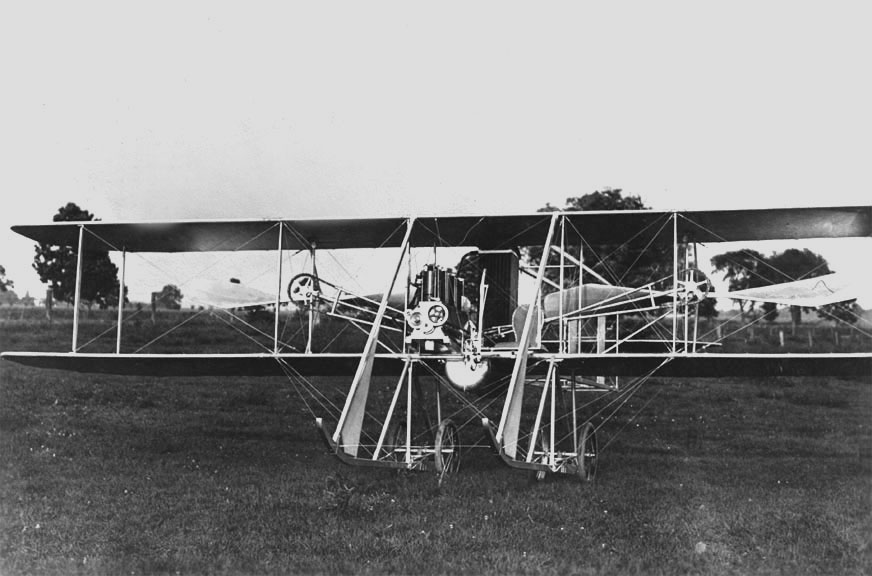
Wright Model D
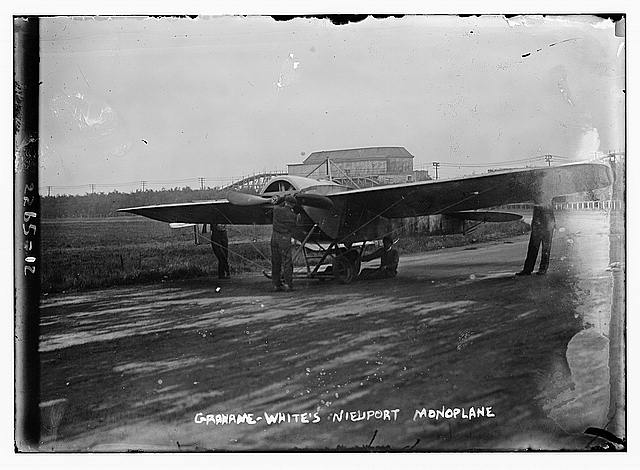
Nieuport IV G 1912/13
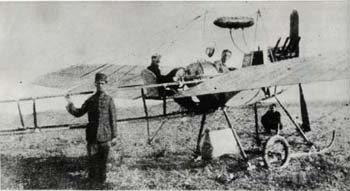
Pilotes turcs pendant la Première Guerre balkanique
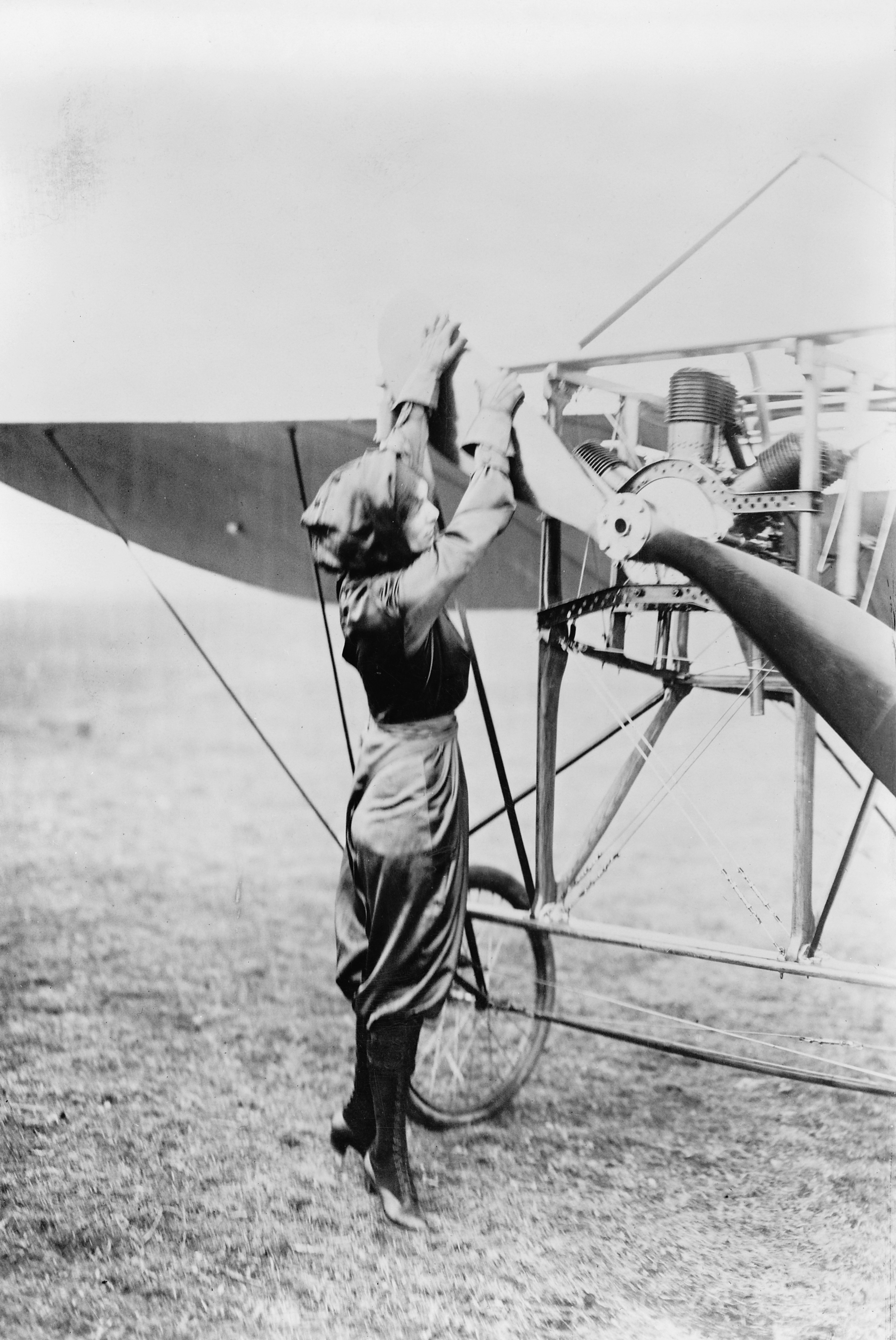
Harriet Quimby faisant démarrer son moteur